# Yael Hamen Saieg
Yael Hamen Saieg (ur. 6 maja 2001 w Luksemburgu) – luksemburska pływaczka argentyńskiego pochodzenia.
W 2017 wystartowała na igrzyskach małych państw Europy, na których zdobyła brązowy medal w sztafetach 4 × 100 m stylem zmiennym i 4 × 200 m stylem dowolnym, a także zajęła 4. miejsce w sztafecie 4 × 100 m stylem dowolnym i 9. na 400 m stylem dowolnym.
Jej matka jest Argentynką, a ojciec Luksemburczykiem. Mówi biegle zarówno po luksembursku, jak i po hiszpańsku.